# Atletica leggera ai Giochi della XXVII Olimpiade - 100 metri ostacoli

Video della Finale

I 100 metri ostacoli hanno fatto parte del programma di atletica leggera femminile ai Giochi della XXVII Olimpiade. La competizione si è svolta nei giorni 25 e 27 settembre 2000 allo Stadio Olimpico di Sydney.

## Presenze ed assenze delle campionesse in carica
| Competizione         | Atleta           | Prestazione | Sydney 2000 |
| -------------------- | ---------------- | ----------- | ----------- |
| Olimpiadi 1996       | Ludmila Engquist | 12”58       | Squalif.    |
| Commonwealth 1998    | Gillian Russell  | 12”70       | Assente     |
| Goodwill Games 1998  | Angie Vaughn     | 12”72       | Non qual.   |
| Europei 1998         | Svetla Dimitrova | 12”56       | Presente    |
| Coppa del mondo 1998 | Glory Alozie     | 12”58       | Presente    |
| Asiatici 1998        | Olga Shishigina  | 12”63       | Presente    |
| Panamericani 1999    | Aliuska López    | 12”76       | Presente    |
| Africani 1999        | Glory Alozie     | 12”74       | Presente    |
| Mondiali 1999        | Gail Devers      | 12”37       | Presente    |
|                      |                  |             |             |
| Mondiali junior 1996 | Joyce Bates      | 13”27       | Non qual.   |

1. ↑  Sotto la bandiera della Nigeria.

## La gara
Gail Devers corre in batteria 12"62. Rimarrà il tempo più veloce della competizione.

Nei Quarti Michelle Freeman giunge inaspettatamente ultima ed è fuori.

La prima semifinale è vinta da Nicole Ramalalanirina (12"77). Gail Devers incoccia nel quarto oscatolo e non finisce la gara. I 100 ostacoli olimpici sembrano per lei segnati da una maledizione.

Glory Alozie vince la seconda semifinale in 12"68.
Finale: la prima ad uscire dai blocchi è Delloreen Ennis-London (0"156), ma la sua azione non è brillante. Conduce la gara Glory Alozie che però si fa rimontare da una scatenata Olga Shishigina che vince battendola di 3 centesimi.
Per il Kazakhstan è la prima medaglia vinta alle Olimpiadi nell'atletica leggera.

## Risultati

### Turni eliminatori
| 5 Batterie         | 25 settembre | 38 partenti   | Si qualificano le prime 4 più i 4 migliori tempi. |
| 3 Quarti di finale | 25 settembre | 8 + 8 + 8     | Si qualificano le prime 4 più i 4 migliori tempi. |
| 2 Semifinali       | 27 settembre | 8 + 8         | Si qualificano le prime 4.                        |
| Finale             | 27 settembre | 8 concorrenti |                                                   |

### Finale
Stadio Olimpico, mercoledì 27 settembre, ore 20:10.
| Pos | Paese       | Atleta                 | Tempo |
| --- | ----------- | ---------------------- | ----- |
|     | Kazakistan  | Olga Shishigina        | 12"65 |
|     | Nigeria     | Glory Alozie           | 12"68 |
|     | Stati Uniti | Melissa Morrison       | 12"76 |
| 4   | Giamaica    | Delloreen Ennis-London | 12"80 |
| 5   | Cuba        | Aliuska Lopez          | 12"83 |
| 6   | Francia     | Nicole Ramalalanirina  | 12"91 |
| 7   | Francia     | Linda Ferga            | 13"11 |
| 8   | Giamaica    | Brigitte Foster        | 13"49 |